# Park Seon-ho
En aquest nom coreà, el cognom és Park.
Park Seon-ho (en coreà 박선호; Seül, 15 de març de 1984) va ser un ciclista sud-coreà que fou professional del 2008 al 2012. Combina la pista amb la carretera.

## Palmarès en pista
- 2010
  - Medalla d'or als Jocs Asiàtics en Persecució per equips
  - Campió asiàtic en Madison
  - Campió asiàtic en Persecució per equips
- 2011
  - Campió asiàtic en Persecució per equips
- 2012
  - Campió asiàtic en Persecució per equips
- 2013
  - Campió asiàtic en Persecució per equips

## Palmarès en ruta
- 2008
  - Vencedor de 2 etapes al Tour de Corea-Japó
- 2009
  - Vencedor de 2 etapes al Tour de Taiwan
  - Vencedor de 2 etapes al Tour de Tailàndia
  - Vencedor de 3 etapes al Tour de Corea
  - Vencedor d'una etapa al Tour de Hainan
- 2010
  - Vencedor de 2 etapes al Tour de Corea